# 逢坂恵理子
逢坂 恵理子（おおさか えりこ、1950年 - ）は、東京都出身のキュレーター。2019年10月から国立新美術館館長。2021年7月から国立美術館理事長。

## 来歴
東京都立三田高等学校、学習院大学文学部哲学科卒業。国際交流基金、ICA名古屋を経て、1994年より水戸芸術館現代美術センター主任学芸員。1997年から2006年まで同センターで芸術監督を務めた。
その後、2007年から2009年1月まで森美術館のアーティスティック・ディレクターを務め、2009年4月より横浜美術館館長。2019年10月より国立新美術館館長（2020年3月までは横浜美術館館長との兼務となる）。2021年7月より国立美術館理事長。
多くの現代美術国際展を手掛けてきた。第3回アジア・パシフィック・トリエンナーレ(1998)日本部門コーキュレーターをはじめ、第49回ヴェネチア・ビエンナーレ(2001)日本館コミッショナーの他、第4回から第7回の横浜トリエンナーレにおいて、総合ディレクター、組織委員会委員長、コ・ディレクター、組織委員会副委員長を務めた。
2020年、第69回横浜文化賞受賞。